# Мараскин

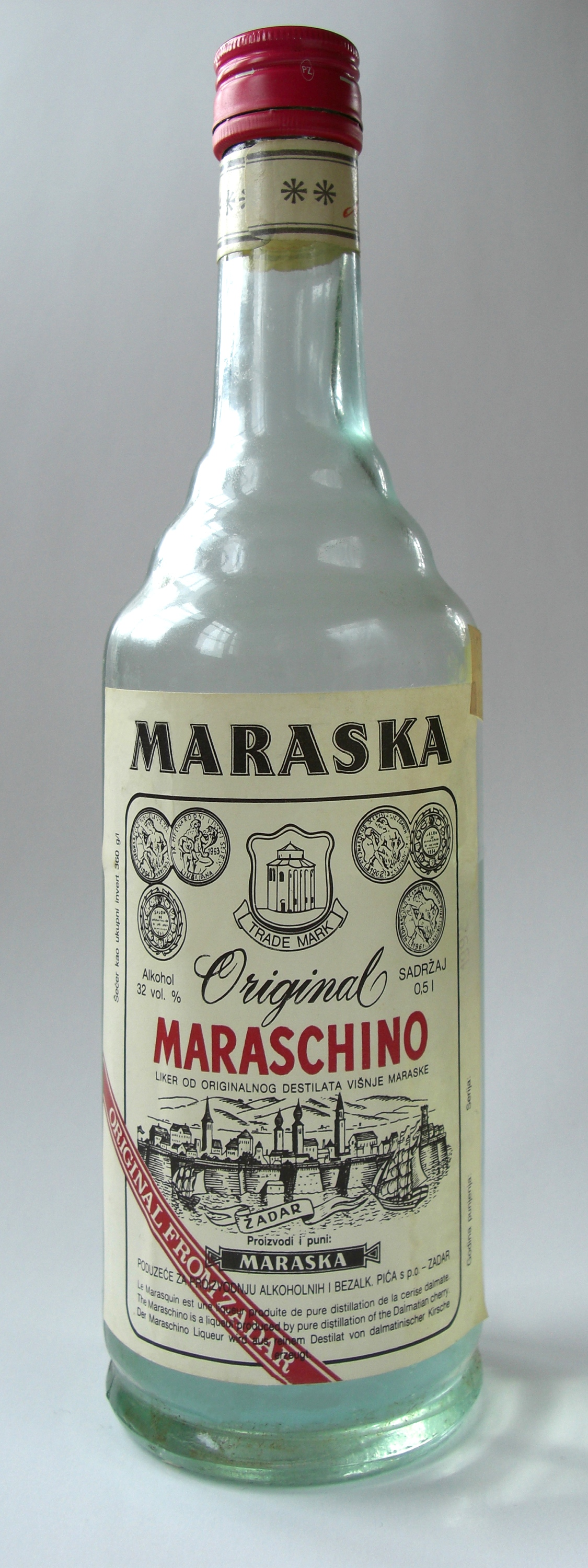
Оригинальный ликёр «Мараскин» из Задара

Мараски́н (хорв. Maraskino), мараски́но (итал. Maraschino) — бесцветный сухой фруктовый ликёр, изготавливаемый из мараскиновой вишни, измельчаемой вместе с косточкой для придания напитку вкуса горького миндаля. Настоящий мараскин выдерживается не менее трёх лет, содержание в нём алкоголя — 32 %.
Процесс изготовления сходен с коньячным. Затем в мараскин добавляется сахарный сироп, а после выдержки мараскин проходит фильтрацию. Мараскин отличается от других фруктовых ликёров тем, что в его производстве не используется фруктовый сок или фруктовый экстракт.
Первое производство мараскина открылось в 1821 году в портовом городе Задаре в Хорватии. Спустя восемь лет его владелец, коммерсант Джироламо Луксардо получил монополию на производство этого ликёра. После Второй мировой войны, когда Задар оказался в составе Югославии, потомки Луксардо основали новый завод по производству мараскина близ Падуи. Сейчас их ликёр выпускается под названием «Luxardo Maraschino», а хорватский мараскин носит название «Original Maraskino from Zadar».
Мараскин часто используется в рецептах десертов, мороженого или для придания особого вкуса фруктовым салатам.